# Östergötlands runinskrifter 22
Runinskrift Ög 22 är en runsten som står i Odenstomta, Kuddby socken och Norrköpings kommun i Östergötland.

## Stenen
Stenen är en stadig bit av grå granit och höjden är 130 cm, bredden 90 cm och tjockleken 27 cm. Slingan som följer stenens ytterkant avslutas i sin förlängning med ett kristet stavkors, vilket är placerat på bildytans mitt. Stenen som tidigare varit skadad, lagades och restes på sin nuvarande plats 1941. Den från runor translittererade och översatta inskriften lyder enligt nedan:

## Inskriften
Runsvenska: × asbiurn × auk × þiR ali × auk × urykia × raistu × stain × eftiR × þurkut + faþur * sin × 
Normaliserad: Asbiorn ok þæiR Ali/Alli ok Orøkia ræistu stæin æftiR Þorgaut, faður sinn.
Nusvenska: Asbjörn och Alle, samt de med honom, och Orökja reste stenen efter Torgöt, sin fader.